# Paul Van Himst
Paul Van Himst, né le 2 octobre 1943 à Leeuw-Saint-Pierre en Belgique, est un footballeur international et entraîneur belge qui joue au poste d'attaquant.
Il joue l'essentiel de sa carrière avec le RSC Anderlecht. Il remporte huit championnats de Belgique et est sacré quatre fois meilleur joueur (soulier d'or) belge. Considéré comme le meilleur footballeur belge de l'histoire, il est élu meilleur joueur belge du XXe siècle.

## Biographie
À l'âge de 9 ans, Paul Van Himst signe au Royal Sporting Club d'Anderlecht. Il n'a que 16 ans et 3 mois lors de sa 1re titularisation à Beringen en janvier 1960. Très vite, il se fait remarquer par ses aptitudes au dribble et par sa technique. Un an plus tard, il est sélectionné chez les Diables Rouges (l'équipe nationale belge), avec lesquels il marquera 30 buts. Son premier but avec l'équipe nationale est marqué dès sa deuxième sélection, contre la Hongrie.

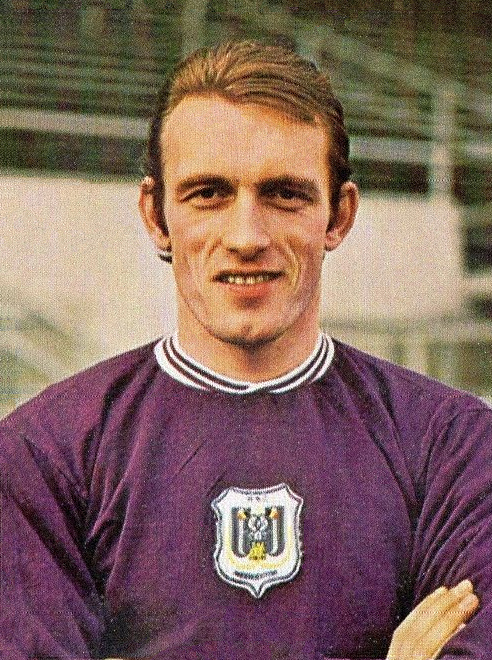
Van Himst en 1973.

Il remporte en tout huit titres de champion de Belgique et gagne quatre coupes de Belgique, finissant trois fois meilleur buteur du championnat. En 1970, il atteint la finale de la coupe des villes de foire (actuelle Ligue Europa).
Une fois sa carrière de joueur terminée, il devient l'entraîneur d'Anderlecht. Dans ses nouvelles fonctions, il atteint une nouvelle fois la finale de la coupe UEFA en 1983, mais cette fois Anderlecht s'impose et remporte la coupe. L'année d'après, il atteint à nouveau la finale mais ne parvient malheureusement pas à faire le doublé.
En 1991, il succède à Guy Thys en tant qu'entraîneur de l'équipe nationale, poste qu'il occupera jusqu'en 1996.
Paul Van Himst est l’un des footballeurs les plus titrés de Belgique. Déjà quatre fois lauréat du Soulier d'or, qui récompense le meilleur joueur de l’année, il devient, en 1974, le premier joueur de football à remporter le Trophée du Mérite Sportif à titre individuel.
Comme acteur, Paul Van Himst joue le rôle du footballeur belge et prisonnier de guerre allié dans le film À nous la victoire en 1981.
En mai 2010, il fait partie de la délégation officielle qui remet à la FIFA le dossier de candidature conjointe de la Belgique et des Pays-Bas pour l'organisation de la Coupe du monde de football de 2018. Il accompagne Harry Been (secrétaire général de la fédération néerlandaise), Michael van Praag (président de la fédération néerlandaise), François De Keersmaecker (président de l'Union belge de football), Johan Cruyff et Ruud Gullit.

## Carrière de joueur
- Royal Sporting Club anderlechtois (35) : admission le 24 octobre 1953 ; transfert en 1975
- Racing White Daring de Molenbeek (47) : admission le 1er juillet 1975 ; transfert en 1976
- Koninklijke Sportclub Eendracht Alost (90) : admission le 1er juillet 1976 ; démission le 2 décembre 1981[6]

## Carrière d'entraîneur
- 1982-1985 : Entraîneur de l'équipe d'Anderlecht  Belgique
- 1987-1989 : Directeur technique au RWD Molenbeek  Belgique
- 1991-1996 : Sélectionneur de l'équipe de  Belgique

## Carrière en équipe nationale

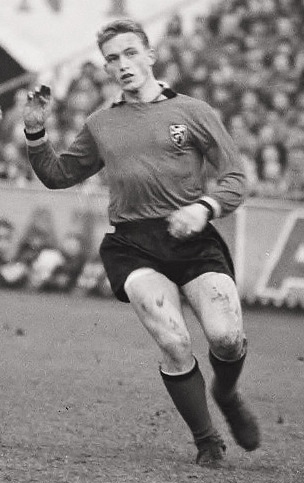
Paul Van Himst avec le maillot de la Belgique en 1964.

De 1960 à 1974, Van Himst a joué 81 matches avec l'équipe de Belgique et a marqué 30 buts. Il est le troisième meilleur buteur de tous les temps de l'équipe nationale, à égalité avec Bernard Voorhoof, tous deux derrière Romelu Lukaku et Eden Hazard.
Il a fait partie du onze anderlechtois Diables Rouges qui joue le 30 septembre 1964 à Anvers (Belgique-Pays-Bas, 1-0).
Il a participé à la Coupe du monde de football de 1970.
Demi-finaliste de l'Euro 72.

## Palmarès joueur

### En club
- Champion de Belgique en 1962, en 1964, en 1965, en 1966, en 1967, en 1968, en 1972 et en 1974 avec Anderlecht
- Vainqueur de la Coupe de Belgique en 1965, 1972, 1973 et en 1975 avec Anderlecht
- Vainqueur de la Coupes de la Ligue Pro en 1973 et en 1974 avec Anderlecht
- Finaliste de la Coupe des Villes de Foires en 1970 avec Anderlecht

### En équipe de Belgique
- 81 sélections et 30 buts entre 1960 et 1974
- Le Diable Rouge le plus capé en 1973–1989 (81 sélections)[8]
- Participation à la Coupe du Monde en 1970 (Premier Tour)
- Participation au Championnat d'Europe des Nations en 1972 (3e)

### Distinctions individuelles
- Élu Soulier d'Or en 1960, en 1961, en 1965 et en 1974[9]
- Meilleur buteur du championnat de Belgique en 1964 (26 buts), en 1966 (26 buts) et en 1968 (20 buts) avec Anderlecht[10]
- Meilleur buteur de la Coupe d'Europe des Clubs Champions en 1966-67 (6 buts) avec Anderlecht[11]
- Meilleur buteur de la Coupe des Villes de Foires en 1969-1970 (10 buts) avec Anderlecht[11]
- 4e du Ballon d'Or en 1965[12]
- 5e du Ballon d'Or en 1964[13]
- Ballon d'Or nominations en 1963[14], 1966[15], 1967[16] et 1972[17]
- Homme de la saison belge: 1970–71[18]
- Reçoit le Trophée national du mérite sportif en 1974[19]
- Élu meilleur joueur belge du siècle en 1995[20]
- Planète Foot 50 des meilleurs joueurs du monde en 1996[21]
- Élu 60e Meilleur joueur mondial du siècle selon l'IFFHS en 2000[22]
- Élu 39e Meilleur joueur européen du siècle selon l'IFFHS en 2000[23]
- Platina 11 (La meilleure équipe en 50 ans de gagnants du Soulier d'Or) en 2003[24]
- Élu joueur en Or de l'UEFA en 2004
- La meilleure équipe du Soulier d'Or de tous les temps en 2011[25]
- DH La meilleure équipe d'Anderlecht de tous les temps en 2020[26]
- IFFHS La meilleure équipe belge de tous les temps en 2021[27]

## Palmarès entraîneur

### En club
- Vainqueur de la Coupe de l'UEFA en 1983 avec Anderlecht
- Champion de Belgique en 1985 avec Anderlecht
- Finaliste de la Coupe de l'UEFA en 1984 avec Anderlecht

### Avec l'equipe de Belgique
- Participation à la Coupe du Monde en 1994 (1/8 de finaliste)

### Distinction individuelle
- Élu meilleur entraîneur de l'année en 1983 avec Anderlecht

## Statistiques
- 478 matches professionnels, dont 457 avec Anderlecht, et marqué 234 buts.

## Vie privée
Paul Van Himst est le grand-père d'Amando Lapage (nl), également footballeur.

### Livre
- Paul Van Himst, Confidences, Bruxelles, Belgique, Luc Pire, 2010, 256 p. (ISBN 978-2-507-00380-7)

### Filmographie
- 1981 : À nous la victoire